# Футбольный матч Португалия — Россия (октябрь 2004)
Футбольный матч между сборными командами Португалии и России от 13 октября 2004 года — встреча 5-го тура 3-й группы европейской зоны отборочного турнира к чемпионату мира 2006 года. Игра прошла на лиссабонском стадионе Жозе Алваладе, судил встречу греческий арбитр Кирос Вассарас. Встреча закончилась разгромным поражением сборной России со счётом 1:7, которое стало крупнейшим в её новейшей истории (с 1992 года, без учёта антирекордного проигрыша сборной Российской империи в 1912 году команде Германии со счётом 0:16). С учётом выступлений сборных Российской империи и СССР команда России потерпела 15-е поражение с разницей в три и более мяча, но последний с разницей в 4 мяча и более россияне проигрывали 18 ноября 1998 года в Форталезе Бразилии (1:5).
По качеству игры футбольные эксперты оценивают этот матч как один из худших в истории российской сборной — команда сыграла отвратительно в обороне и позволила случиться тому, чтобы пять мячей из семи были забиты из-за пределов штрафной площади. В частности, его называет одним из трёх крупнейших поражений за всю историю российского футбола журналист BBC Марк Беннеттс, проживший 10 лет в России. В народе матч был окрещён «Ночным позором» по аналогии с фильмом «Ночной дозор».

## Перед игрой

### Россия
Россия в первом туре отборочного турнира сыграла дома вничью со Словакией 1:1, чуть не потерпев поражение в конце встречи, и потеряла важные очки. В матче против Люксембурга в гостях россияне одержали победу 4:0, но голы забили только во втором тайме и только благодаря мастерству Дмитрия Сычёва и Дениса Бояринцева. Перед выездом в Люксембург и Португалию россияне потеряли как минимум девять игроков основного состава и ещё несколько человек из-за дисквалификации, вследствие чего тренер россиян Георгий Ярцев взял на обе встречи 18 игроков, преимущественно игроков молодёжи, не имевших большого опыта выступлений за сборную.
Перед матчем с Португалией в связи с проблемами со здоровьем из заявки был исключён Андрей Каряка, простудившийся перед матчем с Люксембургом. Выступавший за «Порту» Дмитрий Аленичев пропустил матч против Люксембурга, поскольку готовился специально сыграть именно с Португалией и мог стать лидером молодой команды, однако он получил неожиданно травму на предматчевой тренировке. Также не был включён в заявку Любомир Кантонистов, который сыграл неубедительно с Люксембургом. В итоге реальных запасных, имевших какой-нибудь опыт, у Ярцева в заявке оказалось всего пятеро, а в заявку по непонятным причинам не были включены находившиеся на пике формы Игорь Семшов, Дмитрий Лоськов и Сергей Семак, которые могли занять позицию атакующего полузащитника. Все предматчевые тренировки россиян проводились в закрытом режиме: посторонние допускались только на 15 минут.
Трансляцию игры осуществлял «Первый канал» в прямом эфире: игру комментировал Виктор Гусев, чья комментаторская позиция располагалась по другую сторону от телекамер, вследствие чего телевизионная картинка не совпадала с тем, что видел Гусев. По словам комментатора, подобное произошло впервые в его практике. Среди болельщиков российской сборной, присутствовавших на стадионе, был владелец клуба «Челси» Роман Абрамович. Помимо португальского телевидения, игру также освещал один из телеканалов Италии.

### Португалия
Португалия также подошла к матчу не в идеальном физическом состоянии. Из-за травмы в игре с Лихтенштейном изначально не попадал в заявку Луиш Мигел, которого заменил Жорже Рибейру, но Мигел вышел в основном составе; неизвестны были кондиции вернувшегося после травмы полузащитника «Барселоны» Деку. Особые надежды возлагались перед игрой на Криштиану Роналду, которого уже тогда пресса называла будущим сменщиком Луиша Фигу и Деку в сборной. В отличие от Ярцева, Сколари проводил со своей сборной полностью открытые тренировки для зрителей и журналистов. Перед игрой он говорил, что у российского визави был собран более мощный состав, чем в заявке на чемпионат Европы 2004 года.
Морально сборная также была готова не полностью: за четверо суток до встречи с Россией, 9 октября сборная Португалии, ведя в матче с Лихтенштейном со счётом 2:0 благодаря голу Педру Паулеты и автоголу Даниэля Хаслера, упустила во втором тайме победу после голов Франца Бургмаера и Томаса Бека. Вследствие этого российская пресса писала, что российской команде предстоит встреча с «раненым зверем», поскольку португальцы были крайне недовольны очковой потерей. За психологическую реабилитацию сборной после очковой потери с лихтенштейнцами, по словам Сколари, отвечали Педру Паулета и Коштинья.

## Игра

### Первый тайм
Ярцев выбрал крайне оборонительную расстановку 5-3-2. На позициях центральных защитников выступали Алексей Бугаев, Сергей Игнашевич и Дмитрий Сенников, на флангах обороны располагались Александр Анюков и Вадим Евсеев. В центре поля были опорные полузащитники Евгений Алдонин и Алексей Смертин. В группе атаки были Андрей Аршавин на позиции атакующего полузащитника и два нападающих — Дмитрий Булыкин и Дмитрий Сычёв, которые должны были получать мячи от крайних защитников. Фактически в стартовом составе не было средней линии: семь игроков оборонительного плана, которые работали исключительно на разрушение, а не на созидание; Аршавин на позиции полузащитника-полунападающего, связывающий оборону и атаку; и два чистых нападающих Булыкин и Сычёв, которые при этом не имели связи с центром. Опекать Криштиану Роналду доверили Вадиму Евсееву и Дмитрию Сенникову, которые должны были навязать свою активную игру португальскому лидеру.
Португальцы завладели инициативой с первых секунд матча, не пользуясь разведкой. Они активно атаковали ворота россиян в течение первых 10 минут: уже на второй минуте Вячеслав Малафеев в броске парировал мяч после прострела Криштиану Роналду с угла штрафной площади, который руководил атакой португальцев на протяжении всего матча. Следовали серии навесов от Деку и прорыв Манише, но Алексей Смертин помогал нейтрализовать атаки португальцев, и в первые 10 минут натиск удалось сдержать. Криштиану Роналду руководил всей португальской атакой, смещаясь на противоположный флаг и в центр, но создавая опасные моменты по всей ширине поля: так, на 15-й минуте, обыгрывая Александра Анюкова, Роналду упал в штрафной площади россиян, но судья Вассарас не назначил пенальти. Спустя минуту россияне провели ответную атаку, когда Дмитрий Сычёв на скорости ворвался в штрафную, где был откровенно принят на бедро защитником. Однако здесь Кирос Вассарас пенальти не усмотрел. Игра к этому времени выровнялась и проходила преимущественно в середине поля: только в течение первых 15 минут российская сборная пыталась показывать какую-то серьёзную игру.
На 26-й минуте ход игры кардинально изменил забитый португальцами гол: после того, как Криштиану Роналду сделал навес с правого фланга в штрафную, находившийся в положении «вне игры» Деку пропустил мяч на Педру Паулету, который с пяти метров переправил мяч в ворота Малафеева. Несмотря на явное положение Деку в офсайде, признанное даже португальской прессой после матча, гол был засчитан — российские игроки, следившие за Деку, проглядели вылазку Педру Паулеты, который забил уже в четвёртой встрече подряд. В течение последующих 10 минут команда России пыталась прийти в себя после пропущенного гола и затем провела серию атак. На 36-й минуте Алексей Смертин нанёс мощный удар, после которого Рикарду Перейра перевёл снаряд на угловой, неудачно разыгранный россиянами. Через минуту португальцы разыграли свой угловой: навес завершился результативным ударом Криштиану Роналду, который опередил Дмитрия Сенникова и попал точно под перекладину. К перерыву Деку, совершив сольный проход, с линии штрафной нанёс точный удар в дальний нижний угол ворот Вячеслава Малафеева, сделав счёт 3:0. Группа обороны не проявила себя никаким образом, даже не помешав Деку, а Малафеев был бессилен.

### Второй тайм
В перерыве в составе сборной России произошла двойная замена: на поле вышли единственные игроки атакующего плана в заявке Ярцева — игроки ЦСКА Ролан Гусев и Дмитрий Кириченко, которые заменили Дмитрия Сенникова и Дмитрия Сычёва. Замена Сычёва вызвала особенно много нареканий в адрес Ярцева, поскольку Сычёв проявил себя лучше в первом тайме по сравнению с оставшимся на поле Дмитрием Булыкиным. Уже на 47-й минуте после прострела Гусева Кириченко не попал по воротам, однако это был один из редких моментов, когда россияне атаковали. Португальцы контролировали ход игры, быстро перебегая из обороны в атаку, и заставляли россиян фолить: за 15 минут второго тайма были наказаны карточками три игрока российской сборной — причём за один фол, совершённый Алексеем Смертиным против Деку, судья мог показать и красную карточку, но не сделал этого. Свою первую замену португальцы сделали только на 67-й минуте, убрав забившего первый в матче гол Паулету и выпустив Нуну Гомеша. Паулета, который был капитаном сборной, передал капитанскую повязку Коштинье. На 69-й минуте с 25 метров Криштиану Роналду, не встречая сопротивления от Сергея Игнашевича, сместился с левого фланга в центр и отправил свой второй мяч в игре в левую «девятку» ворот Малафеева, попав аккурат под перекладину — по словам Роналду, он пытался сыграть в «стенку» с Деку, но тот уже ушёл со своей позиции, поэтому Роналду рискнул и сам пробил. Исход матча к тому моменту был уже предрешён — российская оборона позволяла бить португальцам с любых дистанций и фактически подставляла Малафеева под удары, которые были для него неберущимися. На 72-й минуте последнюю замену сделал Ярцев, убрав Евгения Алдонина и выпустив Дениса Бояринцева, а через минуту на поле вышел Арманду Пети вместо Манише.
На 76-й минуте Роналду после грубой ошибки Алексея Бугаева чуть не забил третий гол, а через 3 минуты россияне наконец забили свой единственный гол. Андрей Аршавин, получив мяч у левого угла штрафной от Алексея Смертина, решил пробить и послал мяч в дальний от Рикарду Перрейры угол, как минимум избавив россиян от проигрыша «всухую» — это был первый и единственный голевой момент у российской команды во втором тайме. Но ещё через три минуты после длительной комбинации из нескольких ходов Симан Саброса отправил мяч под перекладину мощным ударом, восстановив статус-кво. На 84-й минуте главный герой матча, Криштиану Роналду, уступил своё место на поле Луишу Боа Морте — в течение всего матча его пыталась безуспешно сдержать российская команда, однако в этом не преуспел никто. Окончательно довершил разгром Арманду Пети, который сначала на 89-й минуте ударом из-за пределов штрафной площади направил мяч в дальний угол ворот, а затем реализовал штрафной на второй компенсированной минуте — одной из причин седьмого гола стала неправильно выстроенная стенка Малафеевым. Несмотря на упущенную нить игры и серьёзный психологический надлом, российская команда не прекращала попытки перейти центр поля вплоть до конца встречи. Финальный свисток Вассараса прозвучал, когда в Москве было 2:07 по местному времени.

#### Уход Ярцева с поля
Уже после счёта 6:1 Георгий Ярцев покинул тренерскую скамейку сборной России: эти кадры попали в телеэфир и вызвали в стране не меньший резонанс, чем сам итог матча. Общественность требовала объяснений поступку Ярцева, расценивая его уход как проявление малодушия и нарушение спортивной этики. Однако врач сборной России и «Спартака» Юрий Васильков сказал, у Ярцева случилось серьёзное нервное перенапряжение, которое пагубно отразилось на сердечно-сосудистой системе: в подтрибунном помещении Ярцев прислонился к стене и схватился за грудь, прося Василькова помочь ему. Врач вынужден был дать тренеру самые мощные сердечные препараты, чтобы предотвратить трагедию. Ярцев позже подтвердил, что у него чуть не случился инфаркт, и из прединфарктного состояния его вывел именно Васильков; игру тренер досмотрел в подтрибунном помещении.

## Отчёт
| 13 октября 2004 21:15 UTC+1 | \| Португалия \| 7:1 (3:0) Протокол \| Россия \| \| 24′ Паулета · 37′ Криштиану Роналду · 43′ Деку · 68′ Криштиану Роналду · 81′ Симан Саброза · 89′ Арманду Пети · 90+3′ Арманду Пети \| Голы \| Андрей Аршавин 79′ \| | Жозе Алваладе Зрителей: 27 258 Судья: Кирос Вассарас |
| Португалия | 7:1 (3:0) Протокол | Россия                                               |
| 24′ Паулета · 37′ Криштиану Роналду · 43′ Деку · 68′ Криштиану Роналду · 81′ Симан Саброза · 89′ Арманду Пети · 90+3′ Арманду Пети | Голы | Андрей Аршавин 79′                                   |

| Португалия | Россия |

| ПОРТУГАЛИЯ:         |    |                   |  |  |  |  |  |     |
|                     |    |                   |  |  |  |  |  |     |
| В                   | 1  | Рикарду Перейра   |  |  |  |  |  |     |
| З                   | 2  | Паулу Феррейра    |  |  |  |  |  |     |
| З                   | 4  | Жорже Андраде     |  |  |  |  |  |     |
| З                   | 13 | Мигел Бриту       |  |  |  |  |  |     |
| З                   | 16 | Рикарду Карвалью  |  |  |  |  |  |     |
| П                   | 6  | Коштинья          |  |  |  |  |  |     |
| П                   | 11 | Симан Саброза     |  |  |  |  |  |     |
| П                   | 18 | Манише            |  |  |  |  |  | 73' |
| П                   | 20 | Деку              |  |  |  |  |  |     |
| Н                   | 9  | Педру Паулета     |  |  |  |  |  | 66' |
| Н                   | 17 | Криштиану Роналду |  |  |  |  |  | 83' |
| Замены:             |    |                   |  |  |  |  |  |     |
| Н                   | 21 | Нуну Гомеш        |  |  |  |  |  | 66' |
| Н                   | 8  | Арманду Пети      |  |  |  |  |  | 73' |
| Н                   | 28 | Луиш Боа Морте    |  |  |  |  |  | 83' |
| Тренер:             |    |                   |  |  |  |  |  |     |
| Луис Фелипе Сколари |    |                   |  |  |  |  |  |     |

| РОССИЯ:       |    |                   |  |     |  |  |  |     |
|               |    |                   |  |     |  |  |  |     |
| В             | 1  | Вячеслав Малафеев |  |     |  |  |  |     |
| З             | 2  | Александр Анюков  |  |     |  |  |  |     |
| З             | 3  | Алексей Бугаев    |  | 46' |  |  |  |     |
| З             | 5  | Вадим Евсеев      |  |     |  |  |  |     |
| З             | 6  | Сергей Игнашевич  |  |     |  |  |  |     |
| З             | 7  | Дмитрий Сенников  |  |     |  |  |  | 46' |
| П             | 4  | Алексей Смертин   |  | 51' |  |  |  |     |
| П             | 8  | Евгений Алдонин   |  | 58' |  |  |  | 72' |
| П             | 10 | Андрей Аршавин    |  |     |  |  |  |     |
| Н             | 9  | Дмитрий Булыкин   |  |     |  |  |  |     |
| Н             | 11 | Дмитрий Сычёв     |  |     |  |  |  | 46' |
| Замены:       |    |                   |  |     |  |  |  |     |
| П             | 15 | Ролан Гусев       |  |     |  |  |  | 46' |
| Н             | 19 | Дмитрий Кириченко |  |     |  |  |  | 46' |
| П             | 18 | Денис Бояринцев   |  |     |  |  |  | 72' |
| Тренер:       |    |                   |  |     |  |  |  |     |
| Георгий Ярцев |    |                   |  |     |  |  |  |     |

## Послематчевые интервью

### Пресс-конференция
Ушедший незадолго до конца матча с поля Георгий Ярцев через 15 минут появился на пресс-конференции. В своей речи он полностью признал свою вину за поражение, заявив, что оправданий этому не может быть, и попросил прощения у российских болельщиков за результат и игру. При этом Ярцев сказал, что игроки также не оправдали его ожиданий, не выполнив то, что от них ожидалось по ходу встречи, но сказал, что в отставку сразу подавать не будет и всё обсудит с президентом Российского футбольного союза Вячеславом Колосковым. После своей речи Ярцев покинул зал, а от комментариев отказались все игроки российской сборной, кроме Вячеслава Малафеева и Андрея Аршавина. Уже много позже Ярцев говорил, что многократно пересматривал встречу и отметил только то, что россияне при малейшей опасности у ворот фактически открывали португальцам возможности бить, хотя по другим показателям не должны были уступать.
Тренер португальцев Луис Фелипе Сколари выступал после Ярцева и на пресс-конференции заявил, что подобных матчей «просто не бывает», поскольку его сборная реализовала почти все моменты, нанеся 10 ударов в створ ворот и забив 7 голов, а российская команда сыграла намного хуже своих возможностей. О своей сборной Сколари сказал, что команда реабилитировалась не столько за счёт пересмотра уроков игры с Лихтенштейном, сколько после многомесячной работы, но подобный результат навряд ли повторится в будущем. Касаемо извинений Ярцева Сколари заявил, что просить прощения за ошибки, которые Ярцев был не в силах предотвратить, было бы неуместно. Уже на выходе со стадиона «Жозе Алваладе» у автобуса Сколари вступил в дискуссию с португальскими журналистами, которые критиковали его сборную, и нецензурно выразился в их адрес, заявив, что те врали болельщикам и читателям о состоянии дел в сборной.

### Другие тренеры
Главный тренер сборной России в 1994—1996 и 1999—2002 годах Олег Романцев, который на момент игры был консультантом в московском «Динамо», заявил, что корни поражения лежат не столько в провальном выступлении игроков и работе тренера в рамках одного матча, сколько в неправильной системе подготовки российских игроков и отсутствии должной системы детских тренеров. Среди игроков, которые провалили матч, Романцев отметил Булыкина, который проводил очень плохой сезон, забив всего один гол за «Динамо» и отличившись всего один раз за сборную на чемпионате Европы. Романцев также высказался против отставки Ярцева, поскольку на его месте не показал бы ничего нового и проиграл бы ещё крупнее, но высказался за введение лимита на легионеров, чтобы повысить уровень мастерства игроков.

### Игроки
- Капитан российской сборной Алексей Смертин, который после игры немедленно отправился в Лондон ближайшим рейсом, в интервью заявил, что не может понять, с какого именно момента игра российской сборной разладилась, но заявил, что португальцы переиграли россиян по всем компонентам. На фоне выдающегося португальского выступления у болельщиков сложилось ошибочное впечатление, что российская сборная просто бросила играть, однако он заявил, что подобное в сборной впредь не повторится. По словам Смертина, его одноклубники по «Челси» Паулу Феррейра и Рикарду Карвалью неоднократно подшучивали после матча, при этом не переходя грань дозволенного[3][21].
- Главный герой матча и сборной Португалии Криштиану Роналду после игры отметил, что считает лучшим из своих голов второй, забитый на 68-й минуте, когда он вынужден был идти в одиночку, а не играть в «стенку» с Деку — Криштиану рискнул и пробил по воротам, забив важный гол. По словам Роналду, португальская команда забыла игру с Лихтенштейном и показала не ожидаемый никем результат в игре с Россией с первой до последней минуты, и этот настрой Роналду ожидал увидеть от своей команды во всех последующих встречах[12].
- Все португальские игроки в принципе были удивлены разгромному счёту: не скрывал свои эмоции Манише, который при этом говорил, что любой матч является непредсказуемым. Версию о том, что Португалия вымещала свою злость за ничью с Лихтенштейном, поддержали Педру Паулета и Рикарду Карвалью, но против подобного соображения высказался Деку, который сказал, что поддаваться эмоциям непрофессионально, пусть даже сборная и очень хотела одержать победу и завоевать прямую путёвку на чемпионат мира досрочно[12]. Рикарду Карвалью выразил сочувствие тому, что присутствовавший на матче президент клуба «Челси» Роман Абрамович стал свидетелем проигрыша его национальной собственной сборной, но отметил, что залог победы португальцев — как раз в игре трёх игроков «Челси»[12].
- По воспоминаниям Дмитрия Булыкина, в этом матче все играли в полную силу и не собирались специально проигрывать, чтобы отправить в отставку Ярцева — причиной поражения он назвал неготовность российской сборной противостоять мотивированной и «злой» от ничьи с Лихтенштейном португальской сборной. Однако после завершения матча в раздевалке все игроки и Ярцев «дали эмоциям выйти наружу»[22].

## Тактические причины
Одной из причин поражения специалисты называли сверхосторожную тактику и оборонительную расстановку 5-3-2, которую избрал Георгий Ярцев в связи с серией травм игроков основного состава. Предполагалось, что с помощью этой тактики россиянам удастся нейтрализовать ударную португальскую полузащиту, однако индивидуальные навыки португальцев были намного выше, что исключало их возможность выбивания с помощью плотной опеки. Навязать свою игру российская команда при текущем подборе игроков, среди которых было мало игроков созидательного плана, попросту не могла: Алексей Смертин и Евгений Алдонин, которые отличались хорошей технической оснащённостью, были предназначены преимущественно для срыва атак соперника, а не начала собственных; сил у Вадима Евсеева и Андрея Аршавина, которые могли подключаться к атакам, на весь матч не хватило.
Сборная России пропустила пять голов из-за пределов штрафной площади, а защитники российской сборной, несмотря на оборону на линии штрафной и борьбу во вратарской, не потрудились даже попытаться помешать португальцам на расстоянии в 20 метров до ворот и тем самым открыли португальцам возможность бить из-за пределов штрафной и поражать российские ворота. Вратарь российской сборной Вячеслав Малафеев оказался не в состоянии отразить хотя бы один из пяти голевых ударов, нанесённых из-за пределов штрафной площади. Атакующую мощь поддерживали только Алексей Смертин и Андрей Аршавин, поучаствовавшие в единственном российском голе, однако Аршавин получал мяч очень редко. Португальские защитники Рикарду Карвалью и Жорже Андраде выключили из игры ещё в первом тайме нападающих Дмитрия Сычёва и Дмитрия Булыкина — в итоге Дмитрий Сычёв, который был недостаточно силён в отборе, ушёл с поля ещё в перерыве, а Дмитрий Булыкин, попадавший в стартовый состав при Ярцеве, вплоть до конца матча вообще себя никак не проявил, не сумев с помощью индивидуальных навыков и при отсутствии поддержки со стороны Аршавина добыть мяч.
Во многом результативность португальской сборной была обеспечена благодаря феноменальной игре Криштиану Роналду: он начал игру на правом фланге, но в течение всей игры умело переходил в центр и на левый фланг, выполнив тем самым своё игровое задание полностью — никто из российских игроков не смог с ним справиться в ходе встречи. В частности, на правом фланге Дмитрий Сенников не поспел за Роналду в эпизоде со вторым голом. Не справился с Роналду и Вадим Евсеев, у которого, однако, в результате нескольких жёстких игровых стыков была заляпана кровью футболка. На левом фланге Роналду противостоял Александр Анюков, но поскольку португалец двигался по всему флангу атаки, это вынуждало Анюкова ошибаться, и одной из ошибок стала 15-я минута, когда после обыгрыша россиянина Роналду чуть не заработал пенальти. Роналду на протяжении всего матча умело демонстрировал свой дриблинг, смело играл головой, отдавал точные пасы и бил с обеих ног, забив в итоге дважды за игру.

## Реакция общественности

### Россия
Результат и характер игры вызвал негодование у прессы и всей российской общественности: под огонь критики попали не только игроки сборной, которые допускали фатальные ошибки во всех семи пропущенных голах, но и весь тренерский штаб, начиная с Георгия Ярцева и заканчивая врачами сборной. На первой полосе номера газеты «Спорт-Экспресс» от 15 октября было заявлено, что сборная скатилась до уровня «карликовых» европейских сборных после продолжительного периода деградации, и отборочный цикл для российской сборной придётся начинать с самого начала. Журналист Игорь Рабинер в газете опубликовал символический «некролог» сборной, в которой призвал задуматься об изменении всей системы футбола в России и добиться отставки руководящих лиц, ответственных за провалы последних лет, чтобы подобное впредь не повторялось. Более того, в послематчевом отчёте редакция «Спорт-Экспресса» оставила всех игроков сборной России без оценки. После игры публичное негодование высказал даже Президент России Владимир Путин, который назвал игру и поведение игроков и тренерского штаба позорным. В адрес президента Российского футбольного союза Вячеслава Колоскова прозвучали требования об отставке всего тренерского штаба во главе с Ярцевым, чтобы избежать окончательного фиаско в отборочном турнире — готовиться к ноябрьской встрече против Эстонии команда должна была под руководством другого тренера.
Однако лидер российской рок-группы «Ленинград» Сергей Шнуров в интервью «Спорт-Экспресс» заявил, что всё, что происходит внутри общества, проецировалось на российских игроков, поэтому их вины в проигрыше нет, а виноватым считается в первую очередь тренер Георгий Ярцев, в которого команда попросту не верила. Позже некоторые журналисты распространили слухи о том, что сборная нарочно саботировала все предматчевые установки Ярцева и умышленно проиграла, чтобы добиться увольнения своего тренера, которого ждали уже по окончании Евро-2004, а Ярцеву же приписали гневные реплики в адрес игроков в перерыве матча с обвинениями в «сплаве игры». Ярцев опроверг подобные слухи, объяснив, что после матча игрокам сказал буквально следующее: «Это похоже на сплав. Но если так, то вы больше себя, а не меня сплавили». Вячеслав Колосков заявил, что после игры провёл серьёзный разговор с Ярцевым, который длился более двух часов, но окончательное решение об отставке или продолжении работы Ярцева принято не было. По словам Колоскова, необходимо было оценить ситуацию, чтобы определить, не было ли саботажа в действиях сборной, которая нанесла своим разгромным поражением удар по престижу российского футбола. Журналист издания «Правда.Ру» Алексей Перфильев заявил, что российские игроки не умеют держать удар и на фоне атмосферы российского футбола, пропитанной коррупцией и крайне высокими зарплатами, показали откровенно отвратительную игру. Однако основную вину в этом провале он возложил на тренерский штаб Георгия Ярцева, заявив, что тот не имел права уходить с поля, поскольку никто из ведущих тренеров мира никогда не сбегал с поля в случае крупных поражений. Он потребовал добиться отставки как всего руководства РФС, так и руководителей ПФЛ и коллегии арбитров, чьё бездействие стало одной из причин серии провалов сборной в последние годы.
Тема игры стала объектом большого количества анекдотов и шуток на телевидении, радио и в прессе: особенно в этом преуспели команды КВН. 15 октября 2004 года весь выпуск злободневных анекдотов сайта «Анекдоты из России» Дмитрия Вернера был посвящён именно матчу сборной России, в которых объектами сатиры становились не только игроки, но и собственно тренер Георгий Ярцев и глава РФС Вячеслав Колосков.

### За рубежом
- В Португалии с восторгом отреагировали на победу национальной сборной, заявив, что Луис Фелипе Сколари вернул португальцам их команду, и высоко оценив игру всех футболистов сборной. Издания при этом разделились на два лагеря: одни (A Bola) полагали, что лучшим был Деку, другие (Record и O Jogo) — что таковым стал Криштиану Роналду[19]. При этом на улицах не было торжественных парадов автомобилей или ликующих болельщиков, как во время чемпионата Европы[19]. Газета O Jogo была одной из немногих, кто всерьёз разобрал игру российской сборной, поскольку остальные издания это делали вскользь или откровенно ёрнически — она отметила, что российская защита  и вратарь Малафеев были попросту истерзаны португальской атакой, и из защиты выделялся только Анюков, пытавшийся помочь в атаке, при этом огромный объём черновой работы проделали забивший гол Аршавин и капитан команды Смертин, которые меньше всех заслуживали «такого унижения». Не без иронии газета отметила, что россияне превзошли португальцев лишь по эффективности ударов по воротам: против 17 ударов и 7 голов португальцев (41% результативности) у россиян было всего два удара и один гол (50%)[19].
- Матч Португалии и России транслировал один из итальянских телеканалов. По ходу матча итальянский комментатор выражал сочувствие Вячеславу Малафееву, которому не помогала защита, и выражал искренние недоумения, почему Георгий Ярцев, который слишком много жестикулировал и кого-то ругал в течение всей встречи, ушёл с поля до свистка. Итальянская La Gazzetta dello Sport заявила, что проигравший должен был делать харакири после матча, но в итоге был «заасфальтирован»; другая итальянская газета Corriere dello Sport[англ.] заявила, что сборная России сыграла ещё хуже, чем сборная Маврикия[13]. Итальянские журналисты ехидно говорили российским коллегам, что против Португалии скорее играла юношеская сборная России, а не основная[13].
- Германская пресса, которая не стеснялась в издёвках и критических заявлениях в адрес Португалии после её ничьи с Лихтенштейном, в обзорах матча с Россией восхищалась яркой победой Португалии и абсолютно не высказывала никакого удивления поражению России с таким крупным счётом[29].

## Дальнейшие последствия
Это поражение стало первым для сборной России в отборочном цикле, а команда стала худшей по разнице забитых и пропущенных мячей в масштабе 5-го тура: ни в одном другом матче отборочного цикла чемпионата мира 2006 года в какой-либо континентальной зоне такой счёт не фиксировался. В частности, команда Сан-Марино пропустила лишь пять мячей от команды Сербии и Черногории, а Андорра нанесла поражение команде Македонии благодаря всего лишь одному голу. Португалия впервые одержала победу над посеянной во второй корзине сборной с крупным счётом: до этого с разницей от 5 мячей и более от португальцев терпели поражения команды Кувейта, Лихтенштейна, Азербайджана и Андорры.
На встрече с генеральным менеджером сборной России Александром Черновым Георгий Ярцев заявил, что готов уйти в отставку немедленно, но на самой пресс-конференции по матчу не подтвердил это заявление и сказал, что доработает со сборной до конца, считая альтернативу проявлением малодушия. В Москве на очередной встрече с Колосковым Ярцев сказал, что уходить из сборной не будет, однако услышал в ответ, что в связи с провальным результатом с поста могут снять не только Ярцева, но и собственно Колоскова. В итоге отставка Колоскова случилась в январе 2005 года, а Ярцев ушёл с поста тренера сборной лишь в марте 2005 года. Больше Россия не терпела поражений в отборочном турнире к чемпионату мира, но дальнейшие очковые потери в виде ничейных результатов против Эстонии, Латвии, Португалии и Словакии отправили Россию лишь на 3-е место в группе, не выводившее её даже в стыковые матчи. Игра стала последней за сборную России в карьере Дмитрия Булыкина.
После этой встречи у Криштиану Роналду, забившего два гола, отдавшего голевой пас Паулете и начавшего комбинацию с пятым голом, оказались в активе шесть голов за сборную Португалии — среди игроков, отличавшихся в возрасте моложе 20 лет, он опередил даже легендарного португальца Эйсебио. Педру Паулета, отличившись в матче, сделал серьёзный шаг в сторону того, чтобы догнать и перегнать Эйсебио по числу голов за сборную Португалии. Португалия же выиграла свою отборочную группу и попала напрямую на чемпионат мира, где заняла 4-е место.
8 июля 2014 в полуфинале домашнего чемпионата мира сборная Бразилии, которой руководил всё тот же Луис Фелипе Сколари, разгромно проиграла Германии с тем же счётом 1:7. Пресса, описывая ход игры и последующие эмоции всех свидетелей этого разгрома, не забыла упомянуть матч Португалии и России 10-летней давности: Сколари, который до этого считал извинения Ярцева бессмысленными, вынужден был попросить прощения у болельщиков за результат и за невыход в финал, сказав, что теперь болельщики будут помнить его именно как тренера, потерпевшего поражение с таким счётом. Ярцев же по этому поводу заявил, что прекрасно понимает Сколари, поскольку тот не был в состоянии принять верное решение после того, как Бразилия за шесть минут пропустила 4 мяча, но не удивился тому, что Сколари проиграл и тактически Йоахиму Лёву.